# 女性に対する暴力の撤廃に関する宣言
女性に対する暴力の撤廃に関する宣言（じょせいにたいするぼうりょくのてっぱいにかんするせんげん、英語: Declaration on the Elimination of Violence Against Women）とは国際連合総会において、1993年12月20日の第48会期に採択された国際連合宣言。

## 成立
1993年6月、ウィーンにおいて世界人権会議が行われた。この国際会議では「女性の権利は人権」というスローガンが掲げられ、このとき採択された「ウィーン宣言及び行動計画」の第II部B.3,38項は「公的及び私的な生活における女性に対する暴力の撤廃」について「女性に対する暴力に関する宣言案の採択」を総会に求めるものであった。これを受け、1993年12月には第48回国連総会において「女性に対する暴力の撤廃に関する宣言」が採択された。

## 宣言
女性に対する暴力の撤廃に関する宣言において「女性に対する暴力」とは「性別に基づく暴力行為であって、女性に対して身体的、性的、若しくは心理的な危害又は苦痛となる行為、あるいはそうなるおそれのある行為であり、さらにそのような行為の威嚇、強制もしくはいわれのない自由の剥奪をも含み、それらが公的生活で起こるか私的生活で起こるかを問わない。」すなわち肉体的、精神的、性的、心理的損害や苦痛を生じさせる性に基づくあらゆる暴力行為と定義され、女性に対する暴力の撤廃は女性に対するあらゆる形態の差別の撤廃に関する条約（女性差別撤廃条約）上の義務であるとされた。
この宣言は序文と本文6条から構成され、女子差別撤廃委員会 (CEDAW) の勧告を基礎とした専門家会議案を元に女性の地位委員会の草案を経て採択されたものであった。CEDAWは1979年の女子差別撤廃条約に基づき組織されたもので、序文では「女性に対するあらゆる形態の差別の撤廃に関する条約の実効的な履行が女性に対する暴力の撤廃に貢献するであろう」と記されている。
1979年に採択された女性差別撤廃条約では、女性に対する暴力について明文化されておらず、他の国際人権規約においては国家による権利の侵害の禁止など公的な場所での権利侵害に対するものとなっており、個人によって行われる家庭・職場での私的な暴力や権利侵害に対して機能するものではなかったが、この宣言の採択により、他の人権条約及び女性差別撤廃条約に内在的に含まれていたものの、これまで問題視されてこなかった「女性に対するの暴力」という人権侵害が私的および公的な領域において明確にされることとなった。これによりCEDAWの活動が後押しされることとなった。